# Ancistrus aguaboensis
Az Ancistrus aguaboensis a sugarasúszójú halak (Actinopterygii) osztályának harcsaalakúak (Siluriformes) rendjébe, ezen belül a tepsifejűharcsa-félék (Loricariidae) családjába tartozó faj.

## Előfordulása
Az Ancistrus aguaboensis Dél-Amerikában fordul elő. A Tocantins folyó felső szakaszán található meg.

## Megjelenése
Ez a halfaj legfeljebb 6,7 centiméter hosszú. A rövid hátúszóján csak 1 tüske látható. 28 csigolyája van. Ennek a kisméretű tepsifejűharcsának lapított és széles teste van. A szája is eléggé széles. A háti része és az úszói barnásak, sok fehéres pettyel. Az ajkai és a hasi része sárgásak. A hát és a mellúszók között 6-7 csontos lemez található.

## Életmódja
A trópusi gyorsabb folyású édesvizeket kedveli. A kavicsos és homokos víz fenekén él és keresi a táplálékát.